# Col de la Cicle
Le col de la Cicle est un col de France, à la limite des départements de la Savoie et de la Haute-Savoie. À une altitude de 2 377 mètres, il se trouve entre la tête de la Cicle au nord-ouest et les roches Franches au sud-est, dominant au nord-est le haut du val Montjoie et au sud-ouest le vallon de la Gittaz. Il est franchi par un sentier de randonnée reliant le Plan de la Fenêtre au nord au col Est de la Gittaz et à la Grande Pierrière au sud-ouest. 

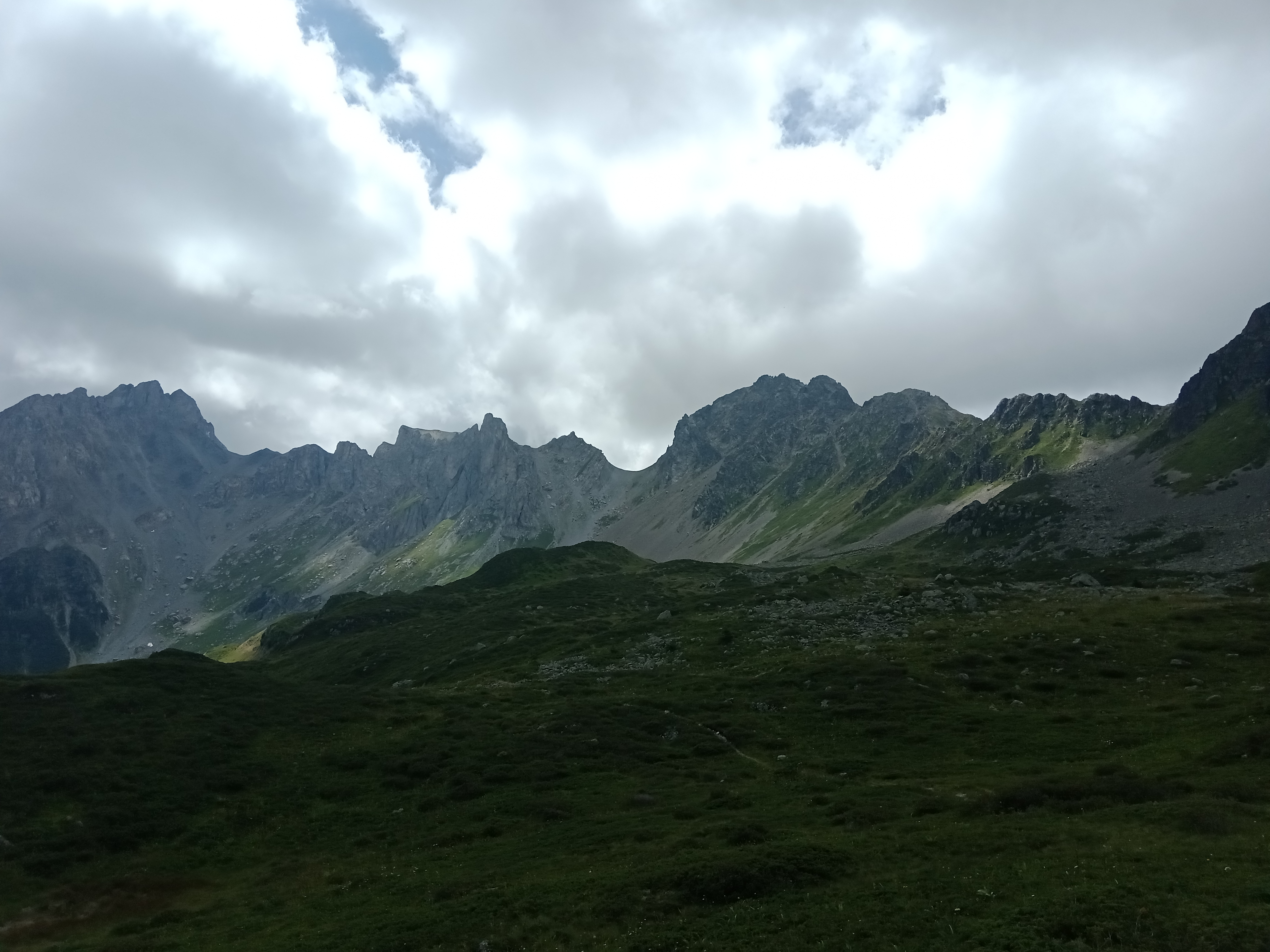
Vue du col entouré par les aiguilles de la Pennaz et les roches Franches à gauche et la tête de la Cicle à droite depuis le Plan de la Fenêtre au nord.